# Berat Özdemir
Berat Özdemir, né le 23 mai 1998 à Melikgazi en Turquie, est un footballeur international turc qui évolue au poste de milieu défensif à l'İstanbul Başakşehir, en prêt de l'Ettifaq FC.

## Biographie

### En club
Né à Melikgazi en Turquie, Berat Özdemir est formé par Gençlerbirliği. Il débute toutefois à l'Hacettepe SK, en troisième division turque, où il est prêté par son club formateur.
Il est de retour à Gençlerbirliği pour la saison 2019-2020 et joue son premier match en première division dès la première journée de championnat contre Çaykur Rizespor, le 17 août 2019. Son équipe s'incline par un but à zéro ce jour-là. Le 26 août suivant il inscrit son premier but, lors de la défaite de son équipe en championnat face au Gaziantep FK (4-1).
Le 5 janvier 2021, Berat Özdemir s'engage en faveur de Trabzonspor pour un contrat de quatre ans et demi,. Il joue son premier match sous ses nouvelles couleurs le 19 janvier 2021 contre Konyaspor en championnat. Il entre en jeu à la place d'Abdülkadir Parmak (en) et son équipe s'impose par trois buts à un.
Le 9 août 2022, Berat Özdemir rejoint le club saoudien de l'Ettifaq FC. Il signe un contrat courant jusqu'en juin 2025.
Le 4 septembre 2023, Berat Özdemir fait son retour à Trabzonspor, prêté par l'Ettifaq FC pour une saison.

### En sélection
Berat Özdemir joue son premier match avec l'équipe de Turquie espoirs contre l'Écosse le 17 novembre 2018. Son équipe s'impose par deux buts à zéro ce jour-là.

## Vie personnelle
En plus du turc qui est sa langue maternelle, Berat Özdemir parle couramment anglais et français. Il a avoué avoir pour modèle Patrick Vieira et Yaya Touré.

## Statistiques

### Statistiques détaillées
| Saison                | Club                  | Championnat           | Championnat | Championnat | Coupe(s) nationale(s) | Coupe(s) nationale(s) | Supercoupe | Supercoupe | Compétition(s) continentale(s) | Compétition(s) continentale(s) | Compétition(s) continentale(s) | Turquie | Turquie | Total | Total |
| Saison                | Club                  | Division              | M.          | B.          | M.                    | B.                    | M.         | B.         | Comp.                          | M.                             | B.                             | M.      | B.      | M.    | B.    |
| 2016-2017             | Hacettepe SK (prêt)   | 2. Lig (en)           | 14          | 1           | -                     | -                     | -          | -          | -                              | -                              | -                              | -       | -       | 14    | 1     |
| 2017-2018             | Hacettepe SK (prêt)   | 2. Lig                | 23          | 1           | 1                     | 0                     | -          | -          | -                              | -                              | -                              | -       | -       | 24    | 1     |
| Sous-total            | Sous-total            | Sous-total            | 37          | 2           | 1                     | 0                     | -          | -          | -                              | -                              | -                              | -       | -       | 38    | 2     |
| 2018-2019             | Gençlerbirliği SK     | 1. Lig                | 10          | 0           | 4                     | 0                     | -          | -          | -                              | -                              | -                              | -       | -       | 14    | 0     |
| 2019-2020             | Gençlerbirliği SK     | 1. Lig (en)           | 31          | 2           | 1                     | 0                     | -          | -          | -                              | -                              | -                              | -       | -       | 32    | 2     |
| 2020-2021             | Gençlerbirliği SK     | Süper Lig             | 13          | 3           | -                     | -                     | -          | -          | -                              | -                              | -                              | -       | -       | 13    | 3     |
| Sous-total            | Sous-total            | Sous-total            | 54          | 5           | 5                     | 0                     | -          | -          | -                              | -                              | -                              | -       | -       | 59    | 5     |
| 2020-2021             | Trabzonspor           | Süper Lig             | 15          | 0           | -                     | -                     | 1          | 0          | -                              | -                              | -                              | -       | -       | 16    | 0     |
| 2021-2022             | Trabzonspor           | Süper Lig             | 36          | 0           | 4                     | 1                     | -          | -          | C4                             | 3                              | 0                              | 3       | 0       | 46    | 1     |
| 2022-2023             | Trabzonspor           | Süper Lig             | 1           | 0           | -                     | -                     | -          | -          | -                              | -                              | -                              | -       | -       | 1     | 0     |
| 2023-2024             | Trabzonspor (prêt)    | Süper Lig             | 17          | 1           | 2                     | 0                     | -          | -          | -                              | -                              | -                              | -       | -       | 19    | 1     |
| Sous-total            | Sous-total            | Sous-total            | 69          | 1           | 6                     | 1                     | 1          | 0          | -                              | 3                              | 0                              | 3       | 0       | 82    | 2     |
| 2022-2023             | Ettifaq FC            | Professional League   | 26          | 1           | 1                     | 0                     | -          | -          | -                              | -                              | -                              | -       | -       | 27    | 1     |
| 2023-2024             | Ettifaq FC            | Professional League   | 4           | 0           | -                     | -                     | -          | -          | -                              | -                              | -                              | -       | -       | 4     | 0     |
| Sous-total            | Sous-total            | Sous-total            | 30          | 1           | 1                     | 0                     | -          | -          | -                              | -                              | -                              | -       | -       | 31    | 1     |
| Total sur la carrière | Total sur la carrière | Total sur la carrière | 190         | 9           | 13                    | 1                     | 1          | 0          | -                              | 3                              | 0                              | 3       | 0       | 210   | 10    |

## Palmarès

### En club
| Trabzonspor - Supercoupe de Turquie - Vainqueur en 2020 (en) et 2022 (en) - Championnat de Turquie - Champion en 2022 |